# 天野慶之
天野 慶之(あまの けいし、1914年4月1日 - 2002年10月31日）は、日本の水産学者。東京都町田市出身。

## 人物
水産講習所（現東京海洋大学）卒。1975年より東京水産大学教授。1977年から1979年まで日本冷凍協会会長。1979年から1985年まで東京水産大学学長。
1953年に発表した『主婦の食品手帖 五色の毒』は、日本で初めて食品添加物の有害性を警告したとされている。